# Haageocereus versicolor subsp. pseudoversicolor
Haageocereus versicolor subsp. pseudoversicolor ist eine Unterart der Pflanzenart Haageocereus versicolor in der Gattung Haageocereus aus der Familie der Kakteengewächse (Cactaceae). Das Epitheton pseudoversicolor bedeutet ‚scheinbar verschiedenfarbig schillernd‘.

## Beschreibung
Haageocereus versicolor subsp. pseudoversicolor wächst strauchig mit von der Basis aus verzweigten, aufrechten Trieben, die Durchmesser von 8 bis 10 Zentimeter erreichen und erreicht Wuchshöhen von bis zu 1,2 Meter. Es sind etwa 18 Rippen vorhanden auf denen sich braune Areolen befinden. Die ein bis zwei kräftigen, abwärts gerichteten Mitteldornen sind hell- bis dunkelbraun und bis zu 3 Zentimeter lang. Die mehreren, gelblich braunen Randdornen weisen eine Länge von bis zu 1 Zentimeter auf.
Die weißen Blüten erreichen eine Länge von bis zu 5,5 Zentimeter. Die grünlich roten Früchte weisen einen Durchmesser von bis zu 3 Zentimeter auf.

## Verbreitung, Systematik und Gefährdung
Haageocereus versicolor subsp. pseudoversicolor ist in Peru in der Region Lambayeque im Tal des Río Saña in Höhenlagen von 250 bis 620 Metern verbreitet.
Die Erstbeschreibung als Haageocereus pseudoversicolor erfolgte 1957 durch Werner Rauh und Curt Backeberg. Natalia Calderón stellte die Art 2007 als Unterart zur Art Haageocereus versicolor.
In der Roten Liste gefährdeter Arten der IUCN wird die Art als „Least Concern (LC)“, d. h. als nicht gefährdet geführt.

## Nachweise